# Liste der Biografien/Robb
Liste der Biografien |
Portal Biografien |
Personensuche
# |
A |
B |
C |
D |
E |
F |
G |
H |
I |
J |
K |
L |
M |
N |
O |
P |
Q |
R |
S |
T |
U |
V |
W |
X |
Y |
Z |
?
 
Ra |
Rb |
Rd |
Re |
Rh |
Ri |
Rj |
Rk |
Rl |
Rm |
Rn |
Ro |
Rr |
Rs |
Rt |
Ru |
Rv |
Rw |
Rx |
Ry |
Rz
 
Roa |
Rob |
Roc |
Rod |
Roe |
Rof |
Rog |
Roh |
Roi |
Roj |
Rok |
Rol |
Rom |
Ron |
Roo |
Rop |
Roq |
Ror |
Ros |
Rot |
Rou |
Rov |
Row |
Rox |
Roy |
Roz 
 
Roba |
Robb |
Robc |
Robe |
Robi |
Robk |
Robl |
Robm |
Robn |
Robo |
Robr |
Robs |
Robu |
Roby 
Die Liste der Biografien führt alle Personen auf, die in der deutschsprachigen Wikipedia einen Artikel haben. Dieses ist eine Teilliste mit 120 Einträgen von Personen, deren Namen mit den Buchstaben „Robb“ beginnt.

## Robb
- Robb, Alfred (1873–1936), britischer Physiker
- Robb, AnnaSophia (* 1993), US-amerikanische SchauspielerinAnnaSophia Robb (* 1993)

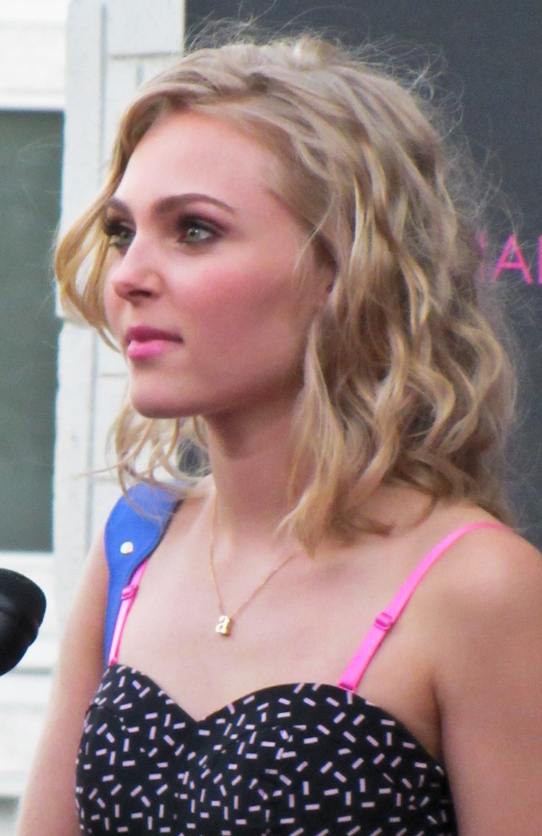
AnnaSophia Robb (* 1993)

- Robb, Ben (* 1988), neuseeländischer Dartspieler
- Robb, Chuck (* 1939), US-amerikanischer Politiker
- Robb, Daniel (* 1988), kanadischer Biathlet
- Robb, David (* 1947), britischer Schauspieler und Synchronsprecher
- Robb, Douglas (* 1975), US-amerikanischer Sänger und Gitarrist
- Robb, Edward (1857–1934), US-amerikanischer Politiker
- Robb, George (1926–2011), englischer Fußballspieler
- Robb, Harvey (1888–1957), kanadischer Organist, Pianist und Musikpädagoge
- Robb, Jaime (* 1984), kanadischer Biathlet
- Robb, Muriel (1878–1907), britische Tennisspielerin, Wimbledon-Siegerin 1902
- Robb, Richard (1901–1977), schottischer Mathematiker, Astronom und Olympiateilnehmer
- Robb, Sting Ray (* 2001), US-amerikanischer Automobilrennfahrer
- Robb, Thomas (* 1946), US-amerikanischer Rassist und Anführer des Ku-Klux-Klan
- Robb, Walter (1928–2020), US-amerikanischer Ingenieur, Geschäftsmann und Philanthrop
- Robb-King, Peter (* 1950), britischer Maskenbildner

### Robba
- Robba, Francesco (1698–1757), italienischer Bildhauer des Barock
- Robba, Jamie (* 1991), gibraltarischer Fußballspieler
- Robba, Philippe (1941–1988), französischer Mathematiker

### Robbe
- Robbe, Alice (* 2000), französische Tennisspielerin
- Robbé, Els (1925–2021), niederländische Badmintonspielerin
- Robbe, Manuel (1872–1936), französischer Grafiker und Maler
- Robbe, Martin (1932–2013), deutscher Orientalist
- Robbe, Reinhold (* 1954), deutscher Politiker (SPD), MdBReinhold Robbe (* 1954)

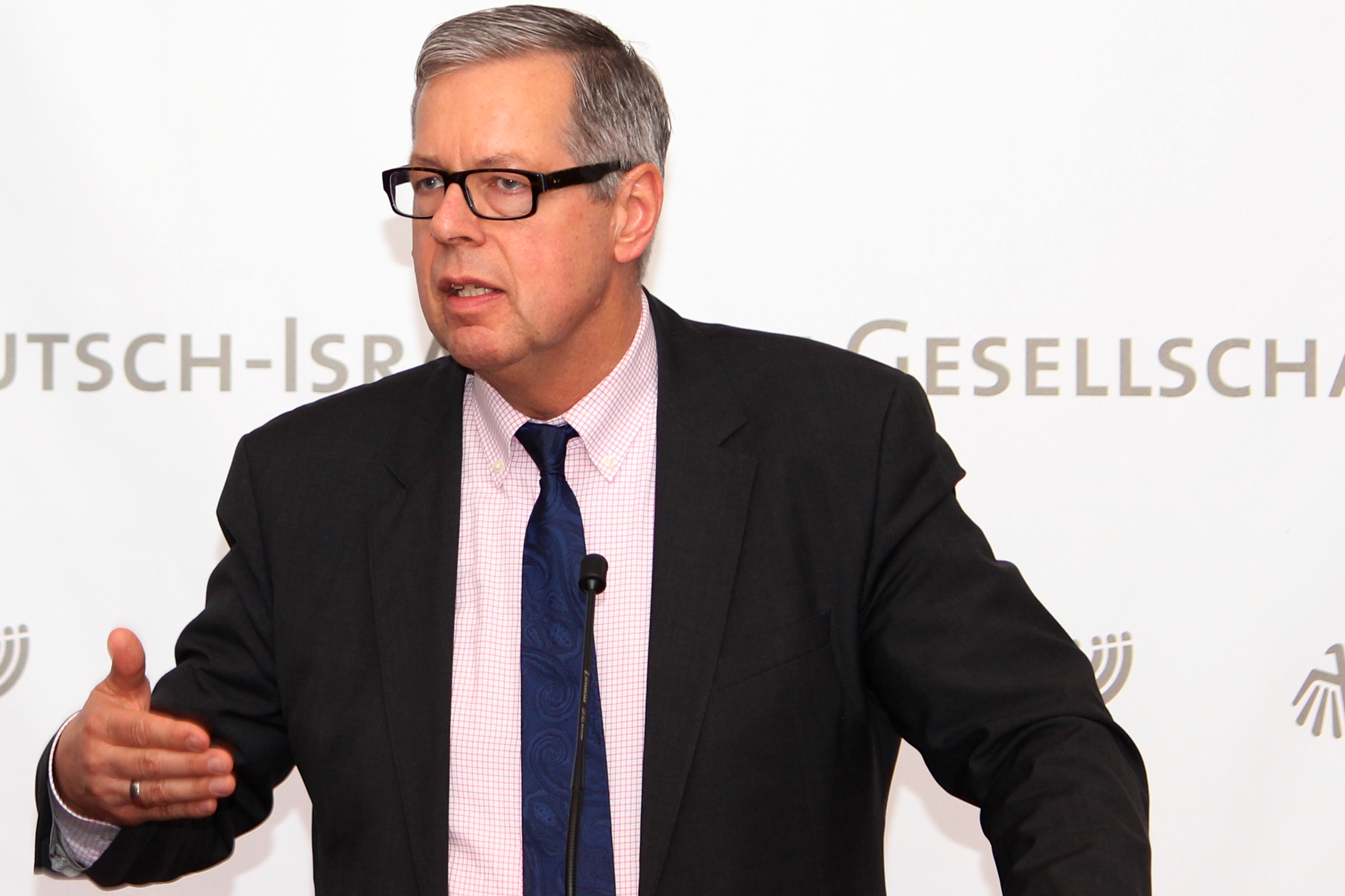
Reinhold Robbe (* 1954)

- Robbe-Grillet, Alain (1922–2008), französischer Schriftsteller und Filmemacher
- Robbe-Grillet, Catherine (* 1930), französische Schriftstellerin, Filmschauspielerin und Fotografin
- Röbbecke, Moritz (1857–1916), deutscher Historien- und Genremaler
- Robbel, Kurt (1909–1986), deutscher Maler und Hochschullehrer
- Röbbelen, Gerhard (1929–2024), deutscher Agrarwissenschaftler
- Röbbelen, Ulrich (1944–2007), deutscher Verleger
- Röbbeling, Harald (1905–1989), deutscher Drehbuchautor und Filmregisseur
- Röbbeling, Hermann (1875–1949), deutsch-österreichischer Theaterintendant
- Robben, Arjen (* 1984), niederländischer FußballspielerArjen Robben (* 1984)

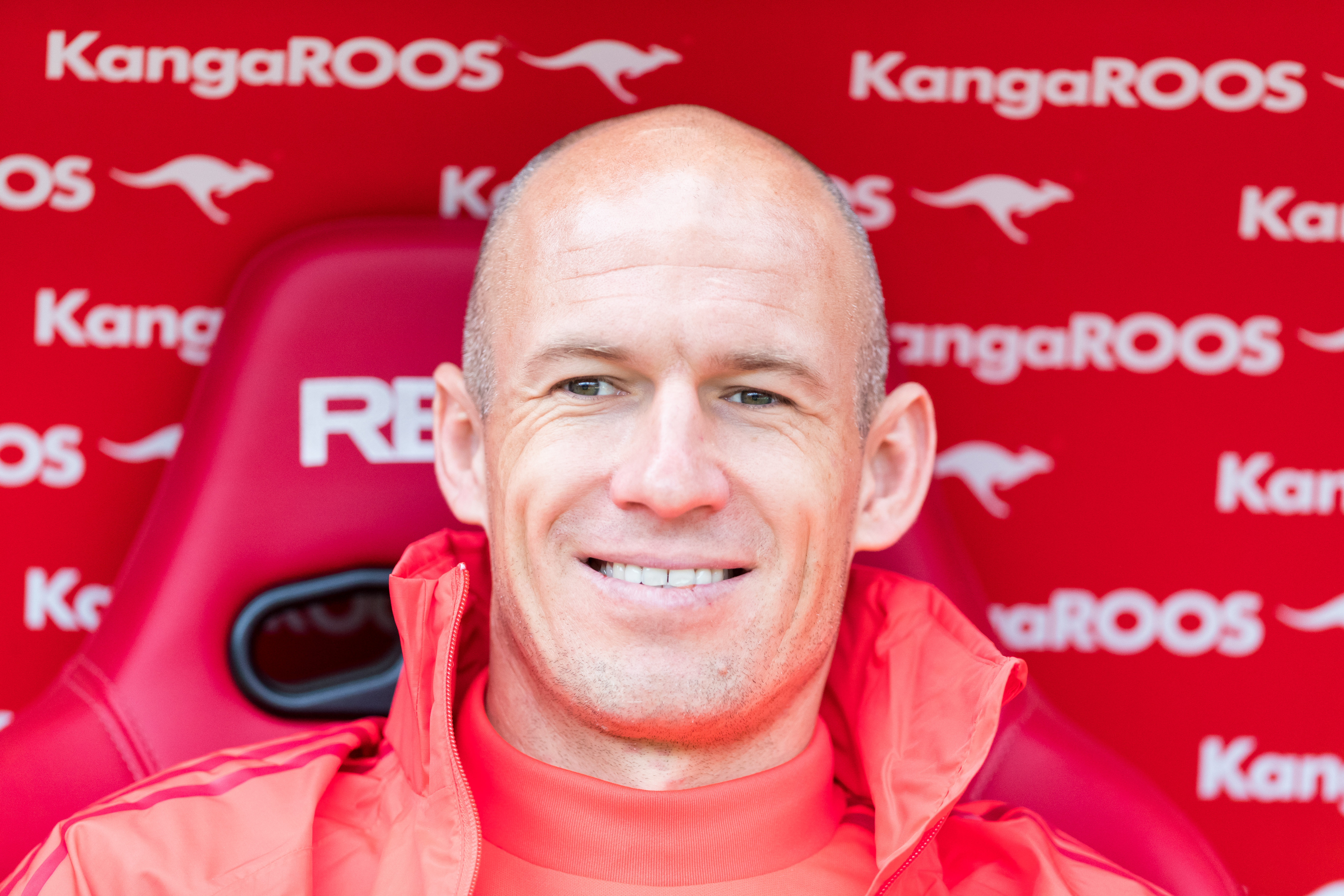
Arjen Robben (* 1984)

- Robben, Bernhard (* 1955), deutscher Übersetzer und Moderator
- Robben, Jaap (* 1984), niederländischer Buch- und Theaterautor
- Robben, Jens (* 1983), deutscher Fußballspieler
- Robberechts, André (1797–1860), belgischer Violinist und Komponist
- Robbers, Gerhard (* 1950), deutscher Jurist, Professor für Öffentliches Recht, Justizminister Rheinland-Pfalz
- Robbers, Horst (1918–2010), deutscher Sanitätsoffizier der Marine
- Robbers, Karien (* 1993), niederländische Ruderin
- Robbers, Robert (* 1950), niederländischer Ruderer
- Robbert, Ewald (1912–2000), deutscher Maler
- Röbbert, Helge (* 1966), deutscher Bürgermeister
- Robbert, Louise Buenger (1925–2007), US-amerikanische Historikerin und Numismatikerin
- Robbert, Rudolf (* 1947), deutscher Politiker (SPD), MdL
- Robberts, Janus (* 1972), südafrikanischer Kugelstoßer und Diskuswerfer
- Robbertse, Petrus Johannes (* 1932), südafrikanischer Botaniker
- Robbeson, Justine (* 1985), südafrikanische Speerwerferin

### Robbi
- Robbi, Andrea (1864–1945), Schweizer Maler
- Robbia, Andrea della (1435–1525), italienischer Maler der Renaissance
- Robbia, Marco della (* 1468), italienischer Bildhauer und Dominikaner
- Robbiani, Dario (1939–2009), Schweizer Politiker (SP) und Journalist
- Robbiani, Giuliano (* 1935), Schweizer Fussballspieler
- Robbiani, Heidi (* 1950), Schweizer Springreiterin
- Robbiani, Meinrado (* 1951), Schweizer Politiker
- Robbiano, Giovanni (* 1958), italienischer Drehbuchautor und Filmregisseur
- Robbiati, Anselmo (* 1970), italienischer Fußballspieler
- Robbie, Margot (* 1990), australische SchauspielerinMargot Robbie (* 1990)

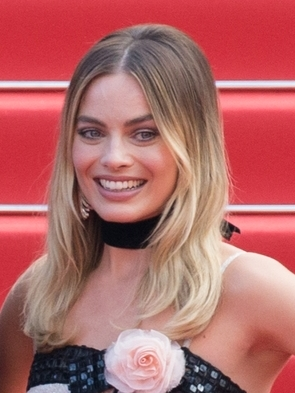
Margot Robbie (* 1990)

- Robbie, Natalie, südafrikanische Schauspielerin und Synchronsprecherin
- Robbie, Rod (1928–2012), kanadischer Architekt
- Robbin, Joel (* 1941), US-amerikanischer Mathematiker
- Robbins, Alexandra (* 1976), US-amerikanische Autorin und Journalistin
- Robbins, Andrea (* 1963), US-amerikanische Fotografin
- Robbins, Anthony (* 1960), amerikanischer Bestsellerautor und NLP-TrainerAnthony Robbins (* 1960)

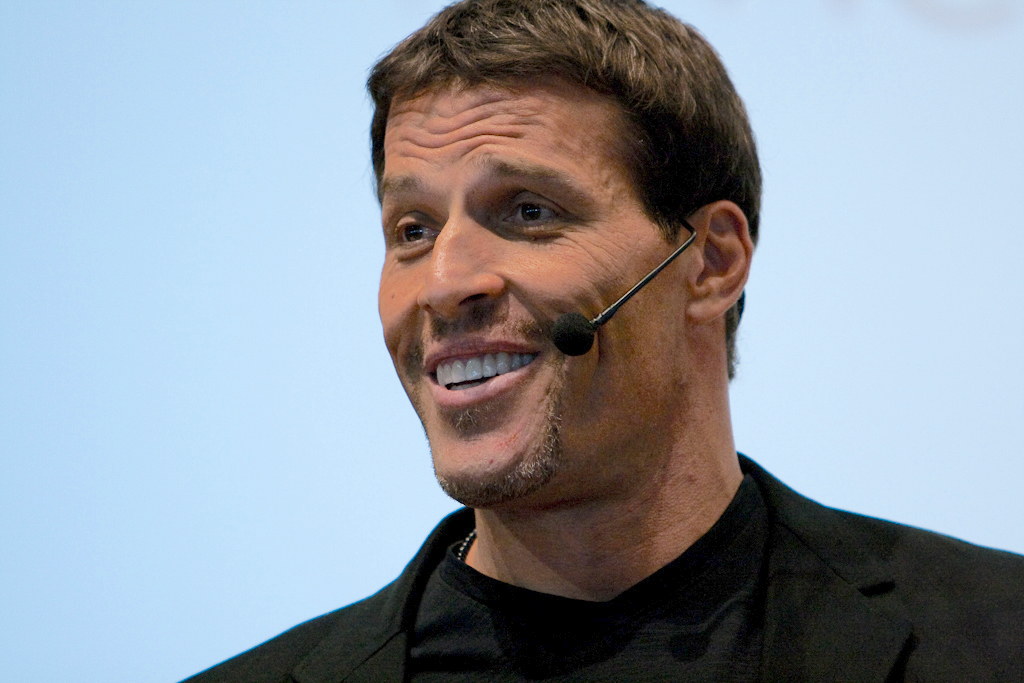
Anthony Robbins (* 1960)

- Robbins, Asher (1757–1845), US-amerikanischer Jurist und Politiker
- Robbins, Ayn (* 1943), US-amerikanische Songwriterin
- Robbins, Brian (* 1963), US-amerikanischer Filmproduzent und Regisseur
- Robbins, Bruce (* 1949), US-amerikanischer Literaturwissenschaftler
- Robbins, Carol (* 1954), US-amerikanische Jazzmusikerin (Harfe)
- Robbins, Caroline (1903–1999), britische Historikerin
- Robbins, Dan (1925–2019), amerikanischer Verpackungsdesigner und Erfinder
- Robbins, David (1907–1981), US-amerikanischer Fotograf
- Robbins, David P. (1942–2003), US-amerikanischer Mathematiker
- Robbins, Edmund Yard (1867–1942), US-amerikanischer Klassischer Philologe
- Robbins, Edward (1758–1829), US-amerikanischer Politiker
- Robbins, Edward Everett (1860–1919), US-amerikanischer Politiker
- Robbins, Ellen (1828–1905), US-amerikanische Stilllebenmalerin und botanische Illustratorin
- Robbins, Frank (1917–1994), US-amerikanischer Maler, Comicautor und -zeichner
- Robbins, Frederick Chapman (1916–2003), US-amerikanischer Mediziner
- Robbins, Gale (1921–1980), US-amerikanische Schauspielerin und Sängerin
- Robbins, Gaston A. (1858–1902), US-amerikanischer Geschäftsmann und Politiker
- Robbins, George R. (1808–1875), US-amerikanischer Politiker
- Robbins, Harold (1916–1997), US-amerikanischer SchriftstellerHarold Robbins (1916–1997)

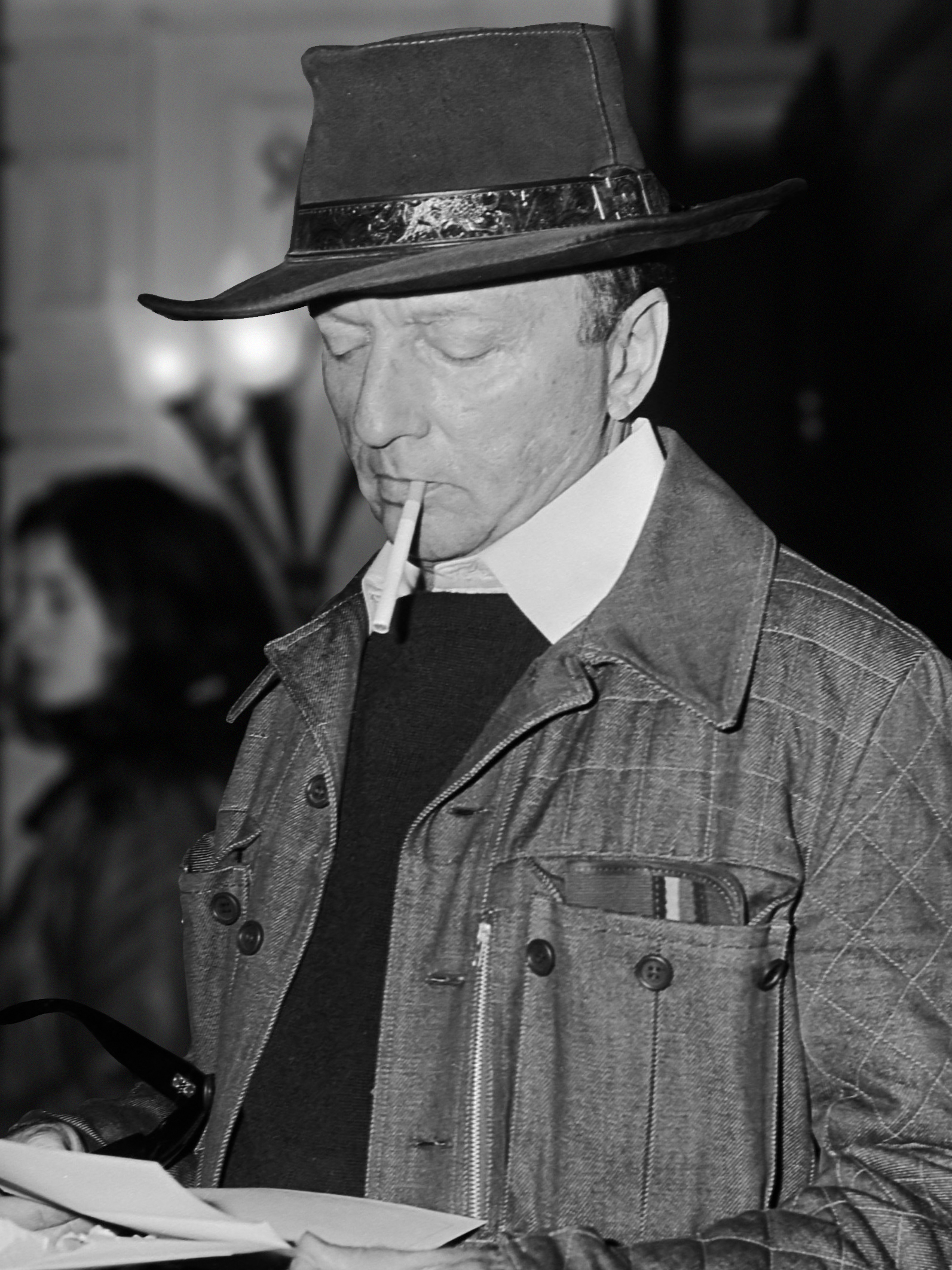
Harold Robbins (1916–1997)

- Robbins, Heidi (* 1991), US-amerikanische Ruderin
- Robbins, Herbert (1915–2001), US-amerikanischer Mathematiker
- Robbins, Irvine (1917–2008), kanadisch-amerikanischer Unternehmer und Mitbegründer von Baskins-Robbins
- Robbins, Jerome (1918–1998), US-amerikanischer Choreograf
- Robbins, John (1808–1880), US-amerikanischer Politiker
- Robbins, John B. (1932–2019), US-amerikanischer Immunologe
- Robbins, Jordan Claire (* 1990), bermudisch-kanadische Schauspielerin und Model
- Robbins, Joseph E. (1901–1989), US-amerikanischer Filmtechniker
- Robbins, Lionel (1898–1984), britischer Ökonom und Politiker
- Robbins, Lorcan (1884–1939), irischer Politiker (Sinn Féin, Cumann na nGaedheal)
- Robbins, Mark B. (* 1954), US-amerikanischer Ornithologe, Evolutionsbiologe und Naturschützer
- Robbins, Marty (1925–1982), US-amerikanischer Country-Sänger und SongwriterMarty Robbins (1925–1982)

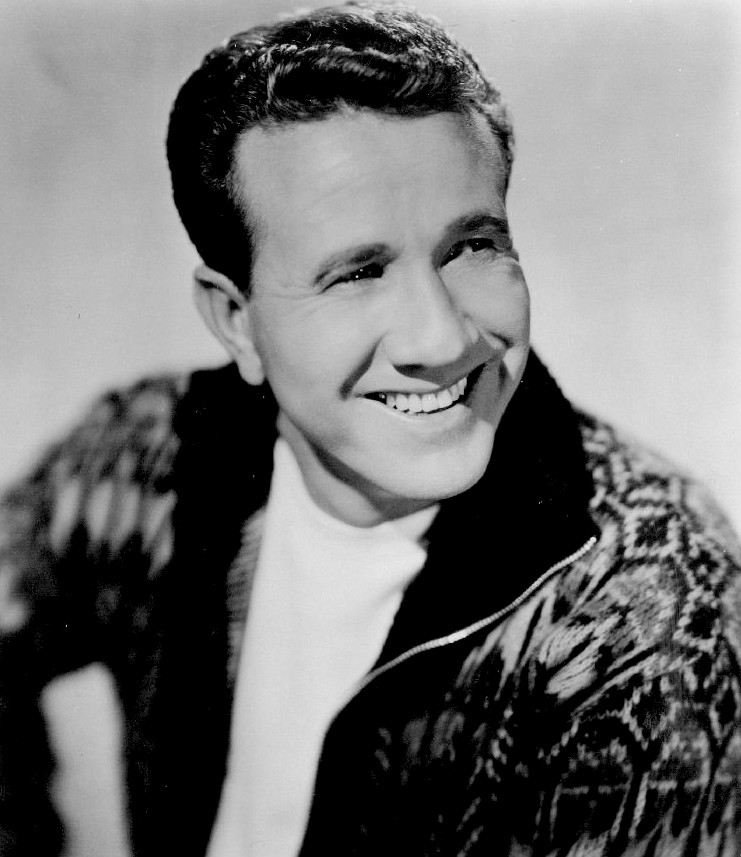
Marty Robbins (1925–1982)

- Robbins, Matthew (* 1945), US-amerikanischer Drehbuchautor und Regisseur
- Robbins, Merle (1911–1984), US-amerikanischer Erfinder
- Robbins, Miles (* 1992), US-amerikanischer Schauspieler
- Robbins, Neil (1929–2020), australischer Hindernis- und Langstreckenläufer
- Robbins, Noah (* 1990), US-amerikanischer Schauspieler
- Robbins, Paul (* 1967), US-amerikanischer Geograph
- Robbins, Pete (* 1978), US-amerikanischer Jazzmusiker
- Robbins, Peter (1956–2022), US-amerikanischer Schauspieler
- Robbins, Richard (1940–2012), US-amerikanischer Komponist
- Robbins, Richard E. (* 1969), US-amerikanischer Filmregisseur, Drehbuchautor und Filmproduzent
- Robbins, Royal (1935–2017), US-amerikanischer Extrembergsteiger
- Robbins, Ruth (* 1974), US-amerikanische Installationskünstlerin
- Robbins, Ryan (* 1972), kanadischer Schauspieler
- Robbins, Ryan (* 1988), englischer Fußballspieler
- Robbins, Sarah (* 1992), kanadische Fußballspielerin
- Robbins, Stuart (1976–2010), walisischer Basketballspieler
- Robbins, Tim (* 1958), US-amerikanischer SchauspielerTim Robbins (* 1958)

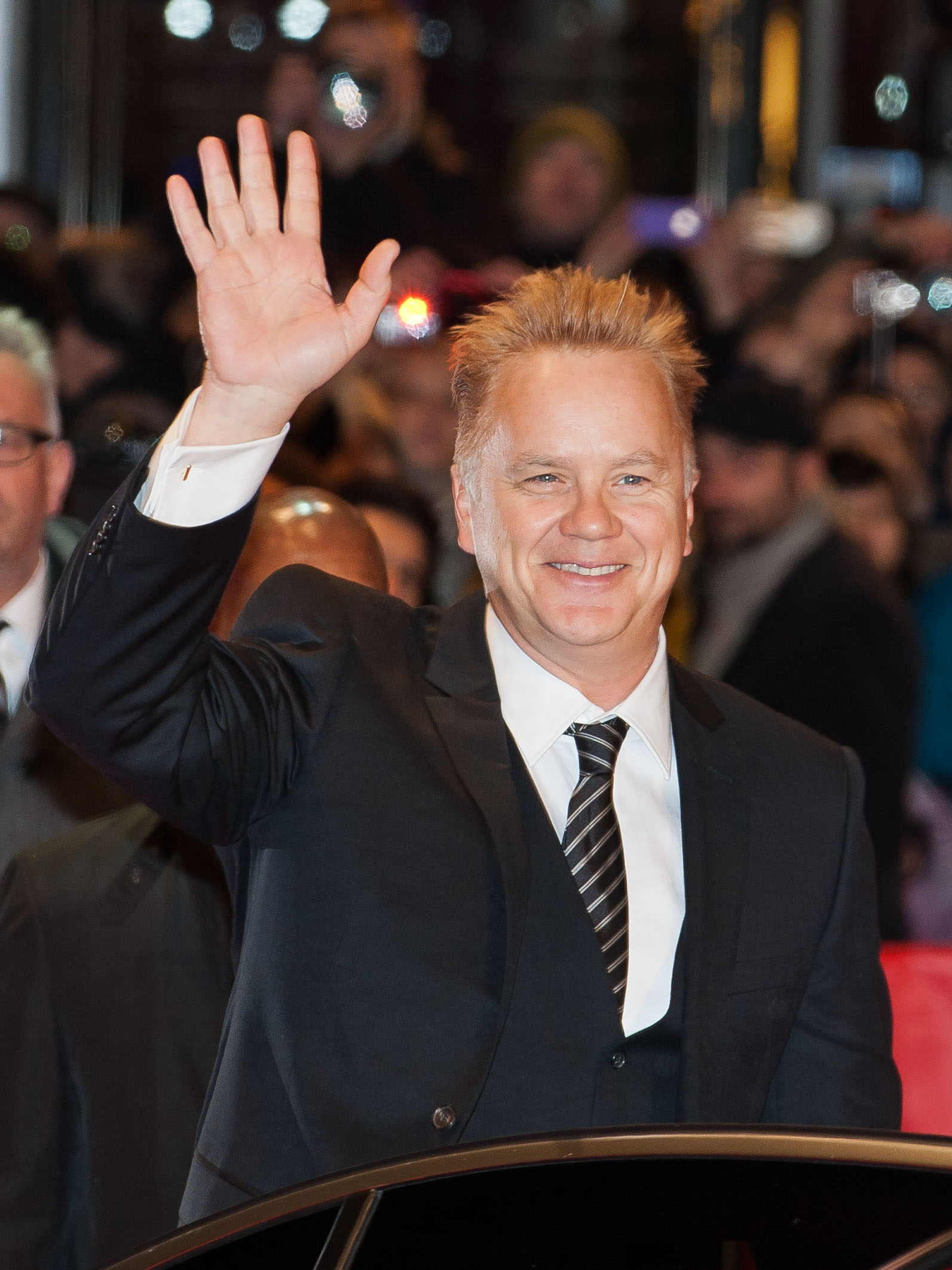
Tim Robbins (* 1958)

- Robbins, Tom (1932–2025), US-amerikanischer Schriftsteller
- Robbins, Trina (1938–2024), US-amerikanische Underground-Comic-Zeichnerin
- Robbins, Warren Delano (1885–1935), US-amerikanischer Diplomat
- Robbins, William (1885–1962), US-amerikanischer Sprinter
- Robbins, William D. (1874–1952), Bürgermeister von Toronto (November 1936 – Januar 1938)
- Robbins, William M. (1828–1905), US-amerikanischer Politiker

### Robby
- Robby, Johann († 1830), Schweizer Konditor